# Reneta Indžova
Reneta Ivanova Indžova (bolgarsko Ренета Иванова Инджова), bolgarska političarka in nekdanja predsednica vlade Bolgarije, * 6. julij 1953, Nova Zagora, LR Bolgarija
Reneta Indžova je bolgarska ekonomistka, ki je bila med letoma 1994 in 1995 začasna predsednica vlade Bolgarije, imenoval jo je predsednik Želju Želev. Je prva ženska, ki je opravljala funkcijo premierke v Bolgariji. Pred tem je vodila Agencijo za privatizacijo, nato pa od leta 2012 do 2014 Državni statistični urad.

## Študij in poklicna kariera
Študirala je ekonomijo na Inštitutu za ekonomske vede Karl-Marx v Sofiji, kjer je leta 1975 diplomirala. Doktorirala je iz politične ekonomije in postala profesorica politične ekonomije. Poročila se je in imela otroka, a se je kasneje ločila. 
Leta 1992 je bila sprva zaposlena na Agenciji za gospodarski razvoj in ekonomske programe. Nato je bila direktorica oddelka pri Združeni bolgarski banki, preden je od leta 1992 do 1993 postala članica nadzornega sveta in izvršna direktorica Agencije za privatizacijo.
Leta 1995 je kot gostujoča raziskovalka na področju poslovnega in upravnega vodenja delovala pri  Eisenhowerjevi fundaciji v ZDA. Med letoma 1999 in 2001 je ponovno živela v ZDA, kjer je bila tudi svetovalka za balkansko politiko pri takratnem republikanskem predsedniškem kandidatu Georgeu W. Bush.

### Politična kariera

#### Poslanka
Indžova je svojo politično kariero začela leta 1990 po padcu komunistične vlade Todorja Živkova. Sodelovala je pri oblikovanju ustanovnega akta novo ustanovljene antikomunistične Zveze demokratičnih sil (Sajuz na Demokratitčnite Sili).
Leta 1990 je bila izvoljena za poslanko Državnega zbora, kjer je do leta 1992 zastopala interese SDS.

#### Predsednica vlade Bolgarije in predsedniška kandidatka
Po odstopu Ljubena Berova jo je predsednik Želev, nekdanji vodja UDF, 17. oktobra 1994 imenoval za začasno predsednico vlade. V svojem kratkem času na položaju je pridobila nekaj popularnosti zaradi svojih prizadevanj za boj proti organiziranemu kriminalu. To funkcijo je opravljala do 25. januarja 1995, ko je po zmagi Socialistične stranke oblast prevzel Žan Videnov.
Novembra 1995 je kandidirala za županjo Sofije, a se uvrstila na tretje mesto in izgubila proti strankarskemu kolegu Stefanu Sofijanskemu. 3. marca 1997 je soustanovila gibanje Združene politične reformne stranke in postala njena predsednica.
Po vrnitvi iz ZDA je 4. marca 2001 postala članica Državnega izvršnega sveta Stranke demokratskega zavezništva, kmalu zatem pa tudi njena predsednica. 
Leta 2001 je sodelovala na predsedniških volitvah. Kot četrta najboljša kandidatka je prejela le 4,9 odstotka glasov in izpadla že po prvem krogu glasovanja.
Leta 2014 se je prvič po več kot desetletju pojavila na naslovnicah. Kot vodja Nacionalnega statističnega inštituta Bolgarije je svoja dva neposredno podrejena obtožila izvajanja neupravičenega političnega pritiska v instituciji.